# Sartowice
Sartowice (deutsch Sartowitz oder Ober Sartowitz) ist ein Dorf in der Stadt-Land-Gemeinde Świecie im Powiat Świecki der polnischen Woiwodschaft Kujawien-Pommern. Es hatte im Jahr 2011 etwa 340 Einwohner.

## Geographische Lage
Das Kirchdorf liegt im historischen Westpreußen am linken Ufer der Weichsel, etwa acht Kilometer nordöstlich der Stadt Świecie (Schwetz) und 43 Kilometer nördlich der Stadt Toruń (Thorn). Früher wurden unter dem Sammelbegriff Sartowitz die sogenannten Sartowitzschen Güter verstanden, die in Ober Sartowitz (Górne Sartowice) und Nieder Sartowitz (Dolne Sartowice) unterteilt waren. Sie gehörten um 1798 zum Kreis Konitz.
Eine Anhöhe am Weichselufer bei dem Dorf ist der Burgplatz einer verschwundenen Grenzbefestigung Herzog Swantopolks II., die durch dessen Auseinandersetzungen mit dem Deutschen Orden Berühmtheit erlangt hatte. In der Nähe befindet sich die Barbarakapelle. Die Kapelle gehörte zu Ober Sartowitz, die Burgstelle lag in Nieder Sartowitz. Nieder Sartowitz, etwas weiter stromabwärts gelegen, hatte früher zu Ober Sartowitz gehört.

## Geschichte

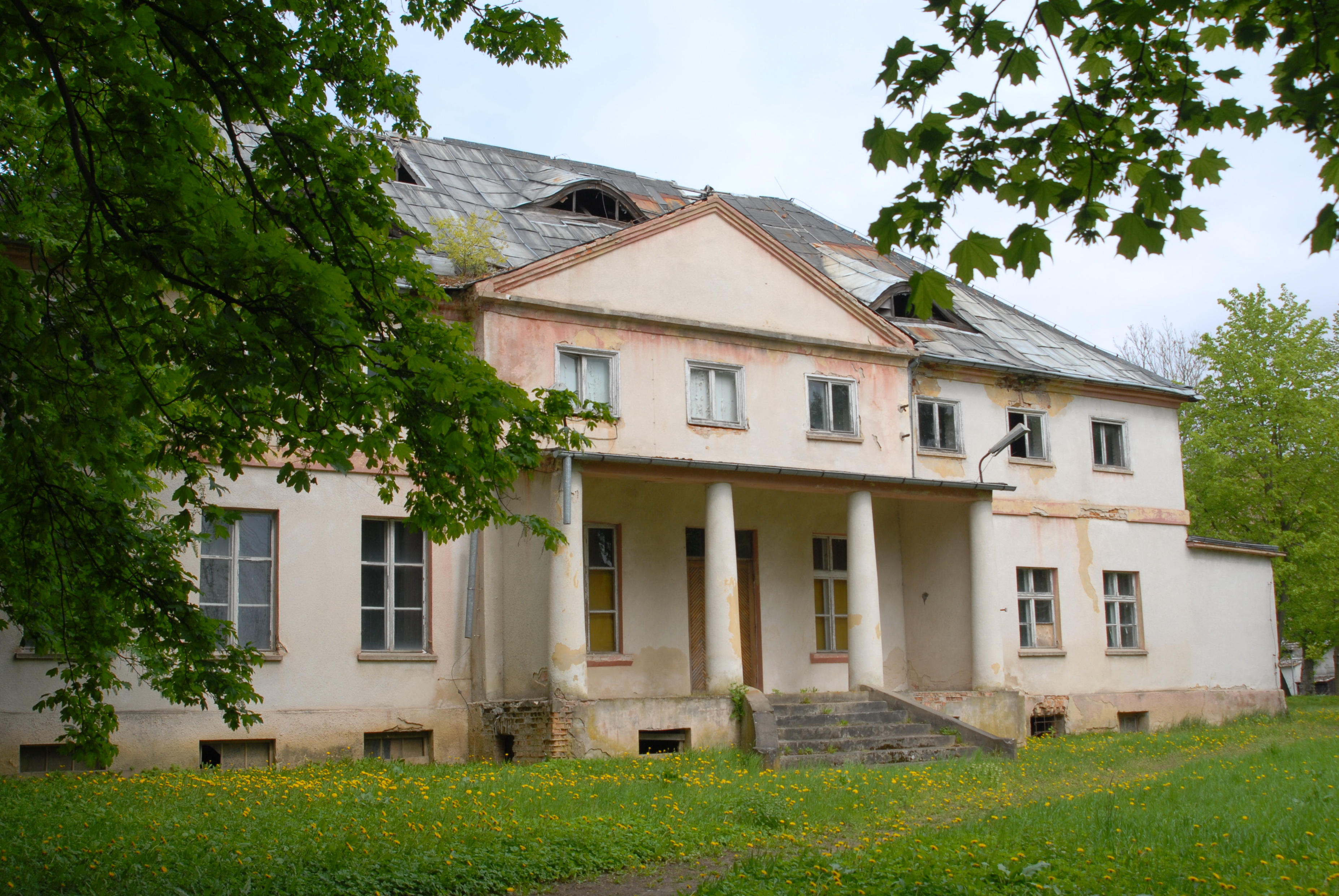
Ehemaliges Schwanenfeldsches Herrenhaus (Aufnahme 2011)

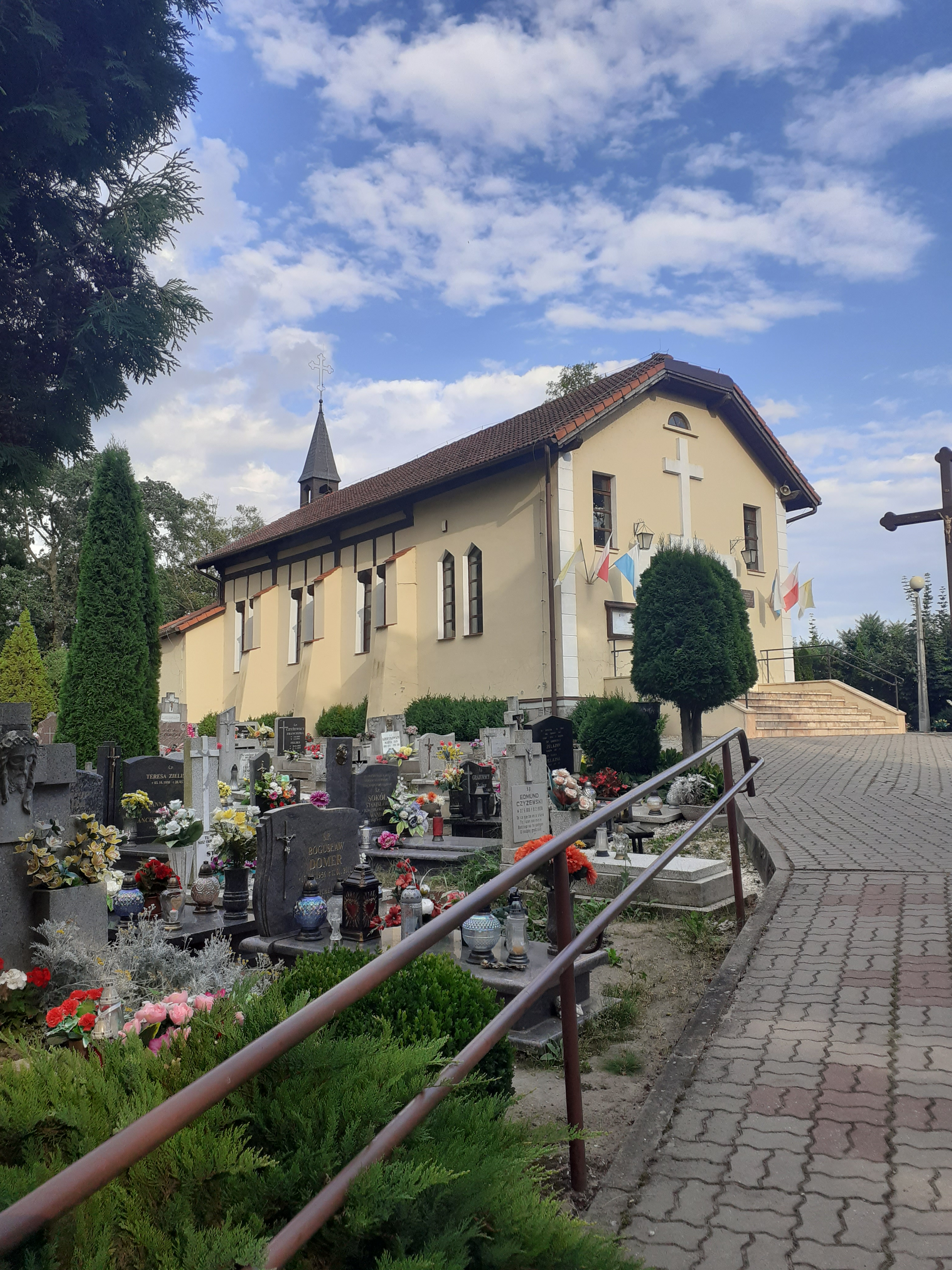
Barbarakapelle in Ober Sartowitz (Aufnahme 2020)

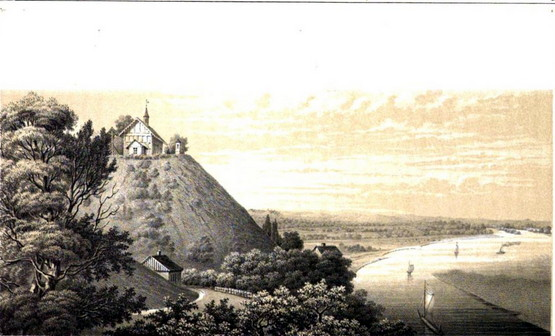
Barbarakapelle auf einem Hügel an der Weichsel (Lithographie nach einer Zeichnung von Roemer, ca. 1850)

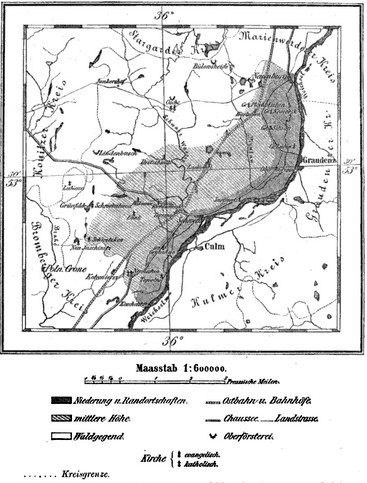
Sartowitz am linken Ufer der Weichsel, nordöstlich von Schwetz und Culm, auf einer Karte des Kreises Schwetz von ca. 1820

Ältere Namen der Ortschaft sind (in chronologischer Reihenfolge) Zartawicza (1255), Zarthawia, Sardewicz (1326). Sardowicz, Schartowicz (1330), Scartowicz (1400), Sartawitz (1554), Sartawicice (1669) und Sartawice (1749). Im 19. Jahrhundert war Ober Sartawitz ein Rittergut mit einer evangelischen Schule. Zusammen mit einigen benachbarten Wohnplätzen und Dörfern, dem Fährgrundstück in Michelau und der Weichselfischerei bildete es das gräflich Schwanenfeldsche
Fideikommiss Sartawitz.
Im Jahr 1825 fand der Landwirt v. Schwanenfeld Steinkistengräber unweit der Kapelle auf dem Hügel, von denen eines acht Urnen enthielt. Auch westlich vom Schlossgarten wurde 1866 ein größeres Gräberfeld aufgedeckt.
Nachdem die Region mit dem Gutskomplex im 13. Jahrhundert zum Herzogtum Pommern und dann im 14. Jahrhundert zum Herrschaftsbereich des Deutschen Ordens gehört hatte, war sie seit 1466 Teil des autonomen Königlich Preußen geworden, das sich vom Orden losgesagt und freiwillig unter den Schutzschirm der polnischen Krone begeben hatte. Seit dem Reichstag von Lublin 1569, auf dem Königlich Preußen die Autonomie entzogen wurde, gehörte die Region zur Union Polen-Litauen. Im Zuge der ersten Teilung Polens 1772 kam die Region mit dem Gutsbezirk an Preußen zurück. Im Zeitraum 1565–1874 hatte sich der Gutsbezirk im Besitz unterschiedlicher Familien befunden.
Am 13. Februar 1792 erwarb den Gutskomplex der Legationsrat Ernst Sartorius von Schwanenfeld (1827–1874) für 25.000 Dukaten. In der Folgezeit wurde der Gutsbezirk in den Generationen der Familie Schwanenfeld weitergegeben, bis ihn 1926 der Landwirt Ulrich Wilhelm Graf Schwerin von seiner Großmutter mütterlicherseits erbte. Er brachte das Gut durch die Weltwirtschaftskrise und blieb in dessen Besitz bis zu seinem Tod 1944.
Von 1818 bis zum Ende des Ersten Weltkriegs gehörte der Gutsbezirk zum Kreis Schwetz im Regierungsbezirk Marienwerder der preußischen Provinz Westpreußen des Deutschen Reichs. Aufgrund der Bestimmungen des Versailler Vertrags musste das Kreisgebiet mit dem Amtsbezirk Ober Sartowitz am 10. Januar 1920 zum Zweck der Einrichtung des Polnischen Korridors an die Zweite Polnische Republik abgetreten werden.
Während des Zweiten Weltkriegs war die Region mit dem Gutsbezirk von der deutschen Wehrmacht besetzt und gehörte seit 1939 besatzungsamtlich zum Reichsgau Danzig-Westpreußen im Regierungsbezirk Bromberg. Soweit die deutschen Einwohner nicht vor Kriegsende vor der heranrückenden Roten Armee geflohen waren, wurden sie nach 1945 von Miliz der Volksrepublik Polen vertrieben.

### Demographie
| Jahr | Einwohnerzahl | Anmerkungen |
| ---- | ------------- | --- |
| 1676 | 63            | [ 3 ] |
| 1773 | 82            | teils lutherische, teils katholische Einwohner, in 19 Haushaltungen |
| 1818 | 119           | [ 7 ] |
| 1852 | 214           | [ 8 ] |
| 1864 | 233           | davon 121 Evangelische und 112 Katholiken, zwölf Privatwohnhäuser |
| 1910 | 249           | am 1. Dezember, darunter 140 Evangelische, 55 Katholiken (158 mit deutscher und 37 mit polnischer Muttersprache, keine Kaschuben, 53 Einwohner benutzen die deutsche und eine andere Sprache) |

## Galerie

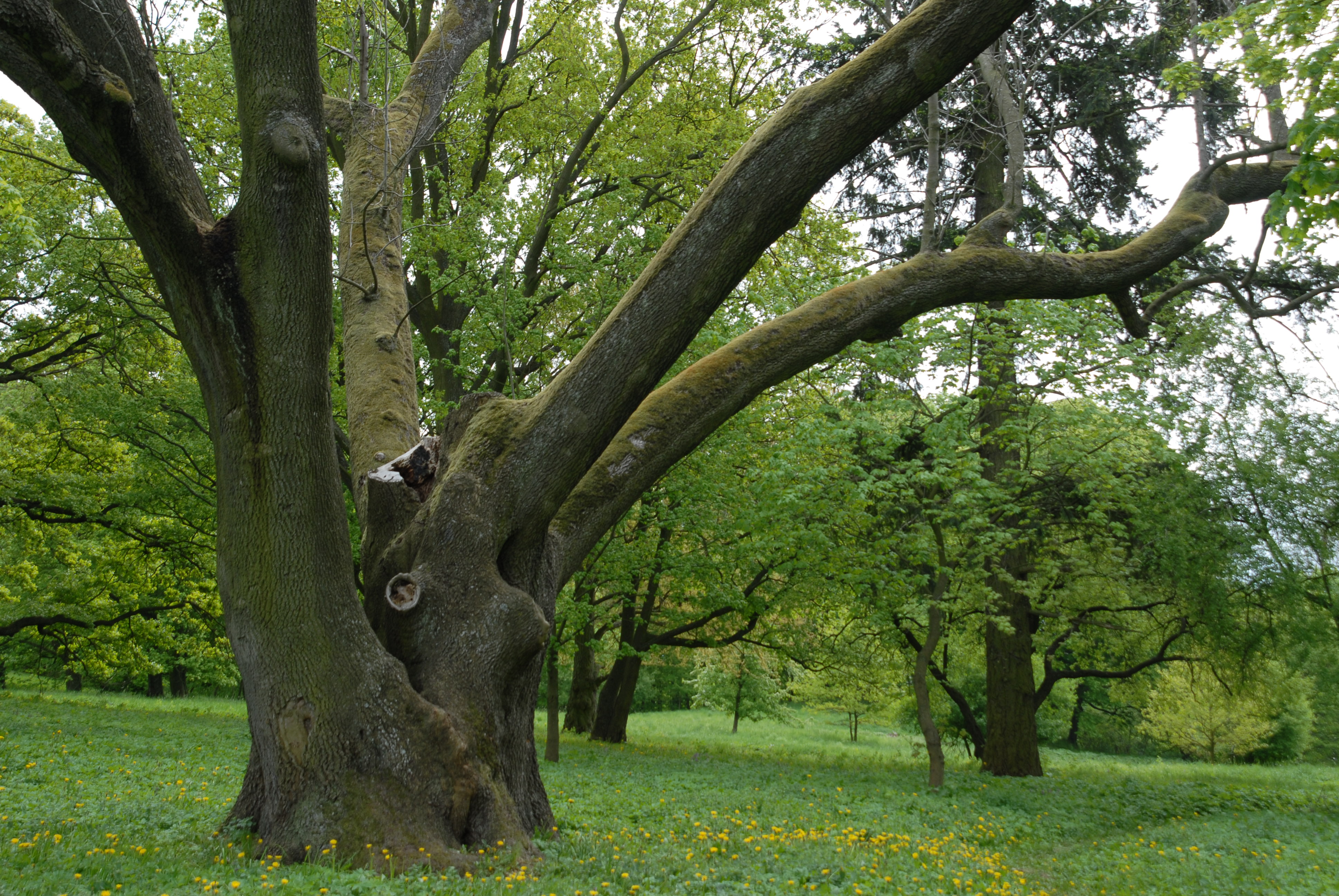
Ehemaliger Schlossgarten
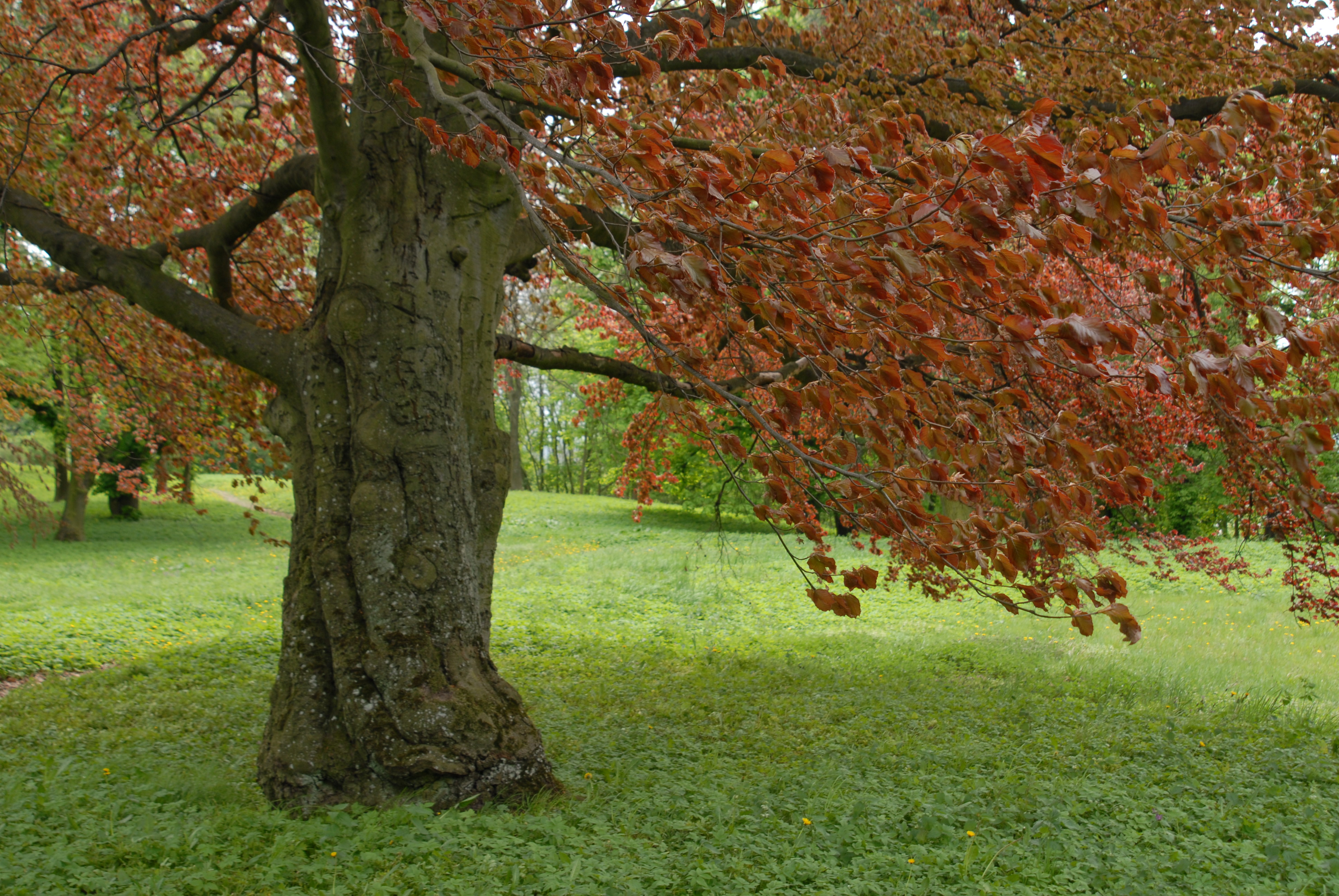
Rotbuche im Schlossgarten
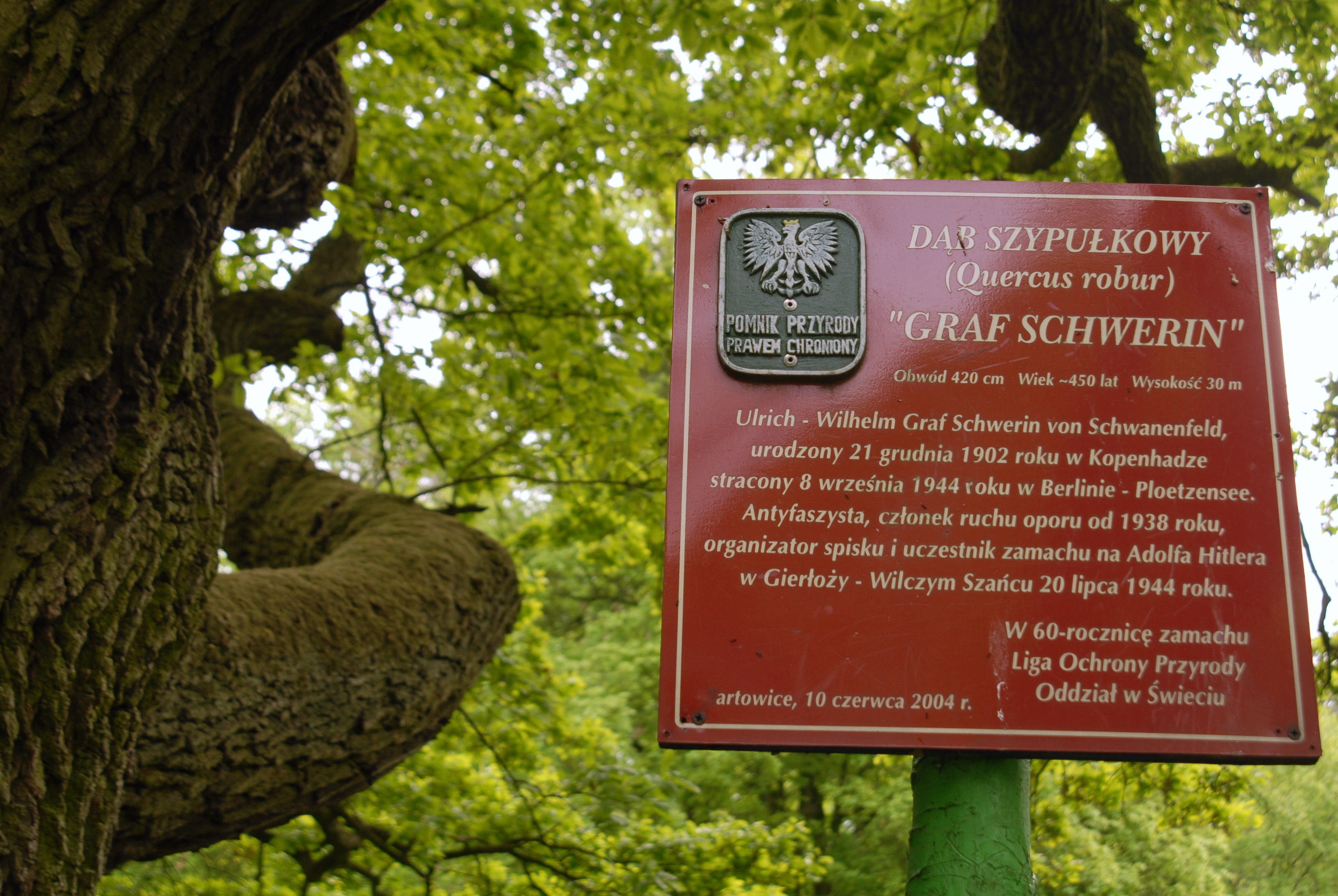
Polnische Gedenktafel für den Widerstandskämpfer Graf Schwerin
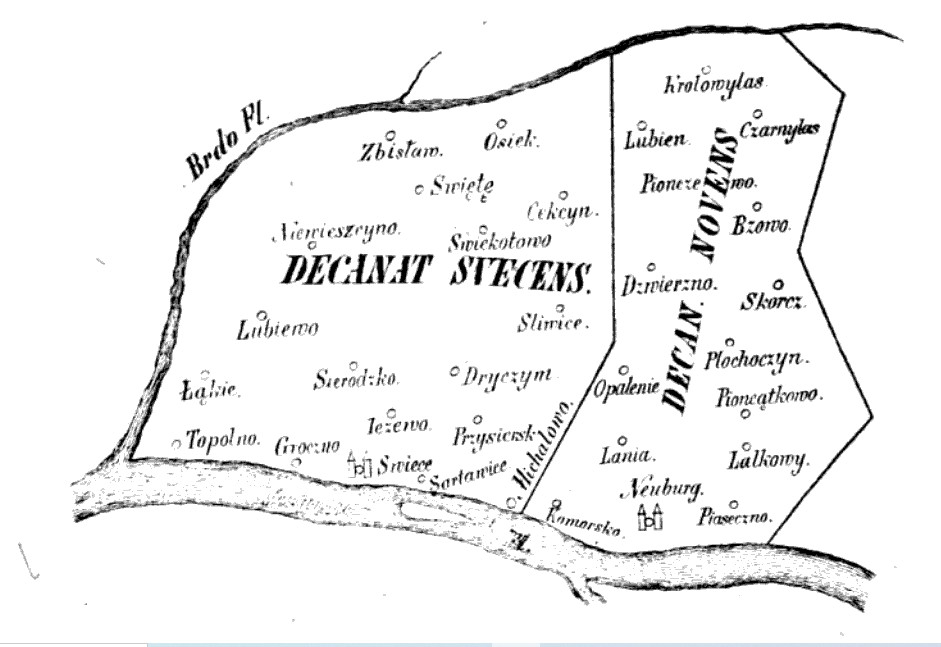
Sartawice auf einer Skizze der Dekanate Schwetz und Neuenburg von 1749

## Burg Swantopolks
Die kleine Burg Sartowitz, eine Grenzbefestigung des pommerschen Herzogs Swantopolk II., wird in dem ersten Krieg Swantopolks mit dem Deutschen Orden um 1242 erwähnt. Im Dezember 1242 eroberte der Ordensmarschall Dietrich von Bernheim, der 1239 für den Orden bereits die pruzzische Burg Balga vereinnahmt hatte, die Burg in einem nächtlichen Überfall. Anschließend wurde die Burg von Swantopolk mit allen damals verfügbaren Mitteln der Belagerungskunst fünf Wochen lang vergeblich berannt. 1248 hielt der Orden auf der Burg Sartowitz Swantopolks Sohn Mestwin gefangen. Am 28. August 1243 beim Bündnis des Ordens mit Swantopolks Brüdern musste die Burg Sartowitz wieder herausgegeben werden.

## St.-Barbara-Kapelle
Nachdem die Ordenskrieger 1242 die Burg Swantopolks erobert hatten, entdeckten sie dort der Legende zufolge in einem Gewölbe eine verschlossene und vom Herzog versiegelte Kiste mit einer Reliquie in Gestalt eines Totenschädels, der sich in einem silbernen Behälter befand und der auf einer beiliegenden Beschreibung als angebliches Haupt der christlichen Märtyrerin Barbara von Nikomedien ausgewiesen wurde. Während des Dreißigjährigen Kriegs kam die Reliquie zunächst nach Marienburg und wurde später in der Danziger Marienkirche aufbewahrt. Diesem Fund verdankt die katholische St.-Barbara-Kapelle ihren Namen; sie wurde eine Wallfahrtskapelle. Die alte Barbarakapelle wurde 1649 durch einen Neubau ersetzt, der noch 1686/87 bestand. 1747 wurde die Kapelle nochmals neu erbaut, nur das Bild der Schutzheiligen Barbara war alt. Die Kapelle war bereits im 18. Jahrhundert eine Filiale des Kirchspiels Schwetz.

## Persönlichkeiten, die mit dem Ort verbunden sind
- Swantopolk II. (ca. 1195–1266), Herzog von Pommerellen, besaß hier einen Burgbezirk
- Ulrich Wilhelm Graf Schwerin von Schwanenfeld (1902–1944), Landwirt, trat 1926 die Erbschaft des Gutsbezirks Ober Sartowitz an und beteiligte sich später am politischen Widerstand gegen das NS-Regime